# Levierella densiramea
Levierella densiramea là một loài Rêu trong họ Fabroniaceae. Loài này được Tixier mô tả khoa học đầu tiên năm 1966.